# Pappogeomys bulleri
Espèce
Statut de conservation UICN

 LC  : Préoccupation mineure
Pappogeomys bulleri est une espèce de Rongeurs de la famille des Géomyidés qui rassemble des gaufres ou rats à poche, c'est-à-dire à abajoues. Ce petit mammifère terrestre est endémique du Mexique.
L'espèce a été décrite pour la première fois en 1892 par le zoologiste anglais Michael Rogers Oldfield Thomas (1858-1929).

## Liste des sous-espèces
Selon Mammal Species of the World (version 3, 2005)  (1 juin 2016) :
- sous-espèce Pappogeomys bulleri albinasus
- sous-espèce Pappogeomys bulleri amecensis
- sous-espèce Pappogeomys bulleri bulleri
- sous-espèce Pappogeomys bulleri burti
- sous-espèce Pappogeomys bulleri infuscus
- sous-espèce Pappogeomys bulleri lutulentus
- sous-espèce Pappogeomys bulleri melanurus
- sous-espèce Pappogeomys bulleri nayaritensis

Selon ITIS (1 juin 2016) :
- sous-espèce Pappogeomys bulleri albinasus Merriam, 1895
- sous-espèce Pappogeomys bulleri alcorni Russell, 1957
- sous-espèce Pappogeomys bulleri bulleri(Thomas, 1892)
- sous-espèce Pappogeomys bulleri burti Goldman, 1939
- sous-espèce Pappogeomys bulleri nayaritensis Goldman, 1939